# Steffen Lüders
Steffen Pierini Lüders (født 21. marts 1963) er en dansk erhvervsmand og elite-triatlet. I 2016 tiltrådte han som Head of Communication and Stakeholder Relations i Novo Nordisk Fonden og datterselskabet Novo Holdings A/S. I 2025 tiltrådte han i den øverste ledelse som Chief Corporate Affairs officer - Corporate Affairs
Han besidder en række bestyrelsesposter og har bl.a. været med til at udvikles CBS Executive Bestyrelsesuddannelsen.
Lüders er desuden triatlet på eliteniveau og har tidligere været en del af det danske landshold , ligesom han i 2015 blev dobbelt verdensmester ved ITU World Championship i Chicago i sin aldersklasse.

## Baggrund og karriere
Steffen Lüders blev født 21. marts 1963 i Frederikshavn.
Han har læst biologi ved Københavns Universitet fra 1985-89, men færdiggjorde ikke studierne.
Efter to år som marketingdirektør hos Instituttet for Fremtidsforskning indledte Lüders sin næsten 25 år lange karriere i kommunikationsvirksomheden Mannov i 1993. To år senere var han medejer og administrerende direktør i en alder af 31 år.

## Bestyrelsesarbejde
Lüders har bl.a. påtaget sig tillidserhverv, som medlem af bestyrelsen for Dansk Erhverv og formand for udvalg i brancheforeningen, ligesom han har været formand for PR-netværket GCI Europa og for PR bureauer i GCI-kæden i Danmark, Sverige, Norge, England, Frankrig og Sydafrika. For netværket udviklede han et globalt akademi for krise- og issue-management. Herudover er han en del af CBS Executive Bestyrelsesuddannelsen.
Aktive bestyrelsesposter:
- Det International Handelskammer - International Chamber of Commerce Denmark (ICC) - (2009-nu)
- Olsens Mindefond – (2012 – nu)
- Vilhelm & Charlotte Holstebroes Legat (Formand for bestyrelsen) – (1998 – nu)
- Mannov Group (Forman for bestyrelsen) – (1995-nu)
- Finn Nørgaard Foreningen (næstformand i bestyrelsen) – (2015 – nu)
- Foreningen til udvikling af bestyrelsesarbejde i Danmark (næstformand i bestyrelsen) – (2013 - nu)

## Triatlon
Lüders har været på landsholdet i flere år og vandt bl.a. Hungary International Ironman i 1990. I de senere år har han vundet mesterskaber, bl.a. som Europamester i henholdsvis langdistance og sprint, ligesom han blev verdensmester i 2015 ved ITU World Championship Chicago i både sprint distance og OL distance for sin aldersgruppe.

## Privatliv
Privat har Lüders 3 børn og er gift med jurist Elisabeth Pierini Lüders.